# Пјана Сан Рафаеле (Торино)
Пјана Сан Рафаеле је насеље у Италији у округу Торино, региону Пијемонт.
Према процени из 2011. у насељу је живело 1971 становника. Насеље се налази на надморској висини од 186 м.